# Ли, Джон (экономист)
Джон Ли (John Lee; род. 1973 год, Малайзия) — австралийский экономист, специалист по международной экономике и безопасности с фокусом в области Азиатско-Тихоокеанского региона. Профессор Австралийского нацуниверситета, научный сотрудник Сиднейского ун-та и Института Хадсона в Вашингтоне.

## Биография
В 1979 году с семьёй эмигрировал в Австралию, с 1984 года — в Сиднее.
Окончил Университет Нового Южного Уэльса со степенями — первоклассной по философии, по праву. Степени магистра и докторскую по международным отношениям получил в Оксфорде.
Профессор Центра стратегических и оборонных штудий Австралийского национального университета. Именной научный сотрудник Сиднейского университета. Старший научный сотрудник Института Хадсона в Вашингтоне.
Член совета директоров Института региональной безопасности (ранее Kokoda Foundation).
Автор книги «Проиграет ли Китай?» (Will China Fail).